# The Agony and the Ecstasy (film)
The Agony And the Ecstasy is een Amerikaanse dramafilm uit 1965 onder regie van Carol Reed. Het scenario is gebaseerd op de gelijknamige roman van de Amerikaanse auteur Irving Stone.

## Verhaal
Paus Julius II wil worden herinnerd als een mecenas. Hij geeft de Italiaanse kunstenaar Michelangelo daarom de opdracht om het gewelf van de Sixtijnse Kapel van fresco's te voorzien. Ondertussen breekt een oorlog uit in de Kerkelijke Staat, wanneer Franse troepen de stad Bologna veroveren.

## Rolverdeling
| Acteur              | Personage             |
| ------------------- | --------------------- |
| Charlton Heston     | Michelangelo          |
| Rex Harrison        | Paus Julius II        |
| Diane Cilento       | Contessina de' Medici |
| Harry Andrews       | Bramante              |
| Alberto Lupo        | Hertog van Urbino     |
| Adolfo Celi         | Giovanni de' Medici   |
| Venantino Venantini | Paris De Grassis      |
| John Stacy          | Sagallo               |
| Fausto Tozzi        | Voorman               |
| Maxine Audley       | Vrouw                 |
| Tomás Milián        | Rafaël                |